# Старые Щелканы
Ста́рые Щелка́ны (чув. Кивӗ Шулхан) — деревня в Урмарском районе Чувашской Республики. В рамках организации местного самоуправления входит с 2023 года в Урмарский муниципальный округ, до этого в составе Кудеснерского сельского поселения. Население 256 человек (2015), преимущественно чуваши.

## География
Расположена в северо-восточной части региона, в пределах Чувашского плато.

### Климат
В деревне, как и во всём районе, климат умеренно континентальный с продолжительной холодной зимой и довольно тёплым сухим летом. Средняя температура января −13 °C; средняя температура июля 18,7 °C. За год выпадает в среднем 400 мм осадков, преимущественно в тёплый период. Территория относится к I агроклиматическому району Чувашии и характеризуется высокой теплообеспеченностью вегетационного периода: сумма температур выше +10˚С составляет здесь 2100—2200˚.

## Топоним
Первоначально селение именовалось Малой Шулган.

## История
В XVIII веке — выселок деревни Старые Урмары. Жители — чуваши, до 1866 года — государственные крестьяне; занимались земледелием, животноводством. В начале XX века действовала церковно-приходская школа.

### Административно-территориальная принадлежность
Деревня входила в состав Староарабосинской, затем — Урмарской волости Цивильского уезда Казанской губернии, с 1927 года — Урмарского района Чувашской АССР.
С 1 января 2006 и до 2023 гг входит в Кудеснерское сельское поселение муниципального района Урмарский район.
К 1 января 2023 года обе муниципальные единицы упраздняются и деревня входит в Урмарский муниципальный округ.

## Население
| 2010 | 2012 | 2015 |
| ---- | ---- | ---- |
| 278  | ↘271 | ↘256 |

### Национальный и гендерный состав
Согласно результатам переписи 2002 года, в национальной структуре населения чуваши составляли 98 % от общей численности в 280 чел., из них мужчин 135, женщин 145.

## Инфраструктура
Личное подсобное хозяйство.
Основа экономики — сельское хозяйство.

## Достопримечательности
Обелиск воинам-односельчанам, погибшим в Великой Отечественной войне, 1941—1945 гг

## Транспорт
Деревня доступна автотранспортом.